# Watsu
Il Watsu è un trattamento alternativo che si svolge in vasche di acqua calda (35° circa). Il nome deriva dalla contrazione di "Water" ("acqua" in inglese) e Shiatsu. 

## Descrizione
Durante una sessione di Watsu il ricevente galleggia supino in acqua a temperatura corporea (circa 35°), sostenuto dalle braccia dell'operatore; entrambi sono immersi in una piscina di circa 90-120 cm di profondità in base all'altezza dell'operatore. Serve una piscina tranquilla, silenziosa, non rumorosa, senza altri bagnanti che producono schiamazzi e onde che possono disturbare la sessione. 
Nella posizione iniziale un braccio dell'operatore sostiene la testa del ricevente e l'altro braccio è posto all'altezza del bacino. Nel pieno rispetto dei limiti e delle potenzialità del corpo che sta sostenendo, il watsuer (watsu practitioner) applica stiramenti, rotazioni, digitopressioni. Le orecchie sono di norma immerse in acqua, mentre il viso è sempre in superficie.
L'acqua calda, unita al sostegno e ai delicati movimenti, potrebbe facilitare il raggiungimento di uno stato di benessere e rilassamento con effetto antistress.
Oltre ciò non esistono prove mediche dell'efficacia clinica del Watsu.
Ogni manipolazione curativa della colonna vertebrale e delle articolazioni è un atto sanitario, che deve quindi essere effettuato, sia per motivi di sicurezza medica che legali, solo da soggetti autorizzati e specializzati (medici ortopedici, fisioterapisti). Un errore di manipolazione potrebbe portare anche a danni gravi o irreversibili al paziente. Inoltre in un ambiente acquatico, perdipiù rilassato, sempre in caso di manipolazioni errate, il rischio di traumi è maggiore poiché a causa del rilassamento corporeo si riduce il fisiologico tono contrattivo muscolare che ha anche funzione protettiva delle articolazioni.

## Storia
Il Watsu è nato negli anni ottanta in California, quando Harold Dull iniziò ad applicare tecniche proprie dello Shiatsu in acqua termale. Il Watsu è oggi un marchio registrato di proprietà dello stesso Dull.
Negli anni si è evoluto in una forma autonoma ed indipendente, pur mantenendo alcune caratteristiche di base dello Shiatsu.

## Il Tantsu
Il Tantsu (Tantric Shiatsu) fu sviluppato da Harold Dull contemporaneamente al Watsu. Come quest'ultimo è basato su posture che l'operatore fa assumere al ricevente. Il trattamento avviene però su materassini, dove vengono esercitati stiramenti e pressioni tipiche del Watsu.